# 奧薩河 (烏迪內省)
45°45′10″N 13°14′24″E / 45.75278°N 13.24000°E

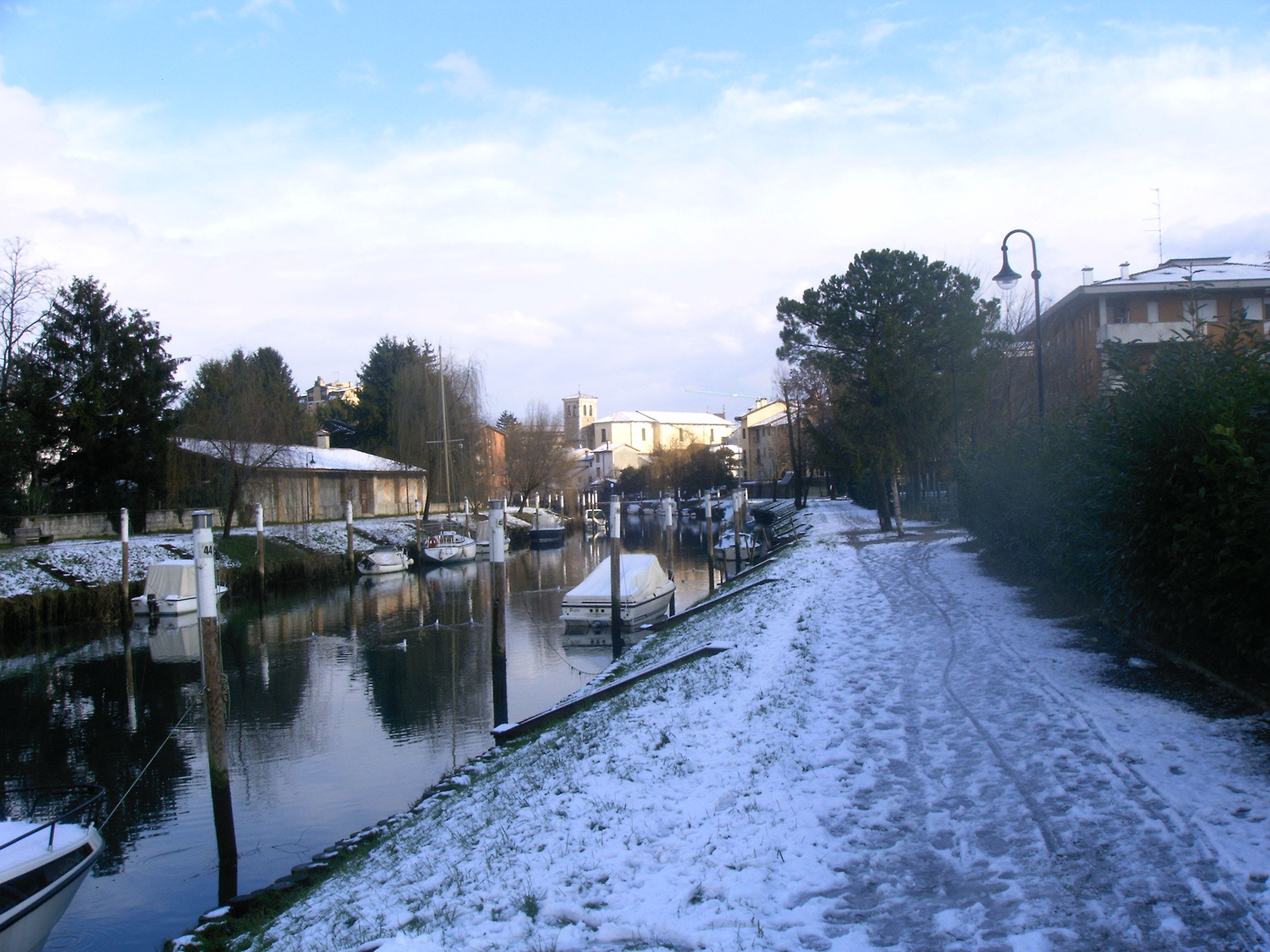

奧薩河（義大利語：Ausa）是意大利的河流，位於烏迪內省，河道全長22公里，流域面積60平方公里，發源自烏迪內附近，河口處在馬拉諾拉古納雷和阿奎萊亞之間。